# 鉛灰真鯊
鉛灰真鲨（学名：Carcharhinus plumbeus），又稱高鰭白眼鮫，为軟骨魚綱真鯊目真鲨科的其中一種，被IUCN列為瀕危保育類動物。

## 分布
本魚分布于大西洋东西岸沿海、西太平洋沿海及夏威夷群岛、西印度洋的红海、阿曼湾以及台湾东北部海域等。该物种的模式产地在亚得里亚海。

## 深度
水深1至280公尺。

## 特徵
本魚體型粗壯，屬中等長度的鯊魚，吻端圓鈍，前鼻瓣短呈三角形，上頷齒具鋸齒緣，下頷齒直立具窄鋸齒狀。背鰭兩枚，第一背鰭非常大而且豎立，兩背鰭間具窄的隆脊，胸鰭大呈鉤狀。體呈灰褐色或青銅色並沒有突出的斑紋，腹面白色的，各鰭尖呈黑色，脊椎骨152至189枚，體長可達225公分，壽命約35-41年。

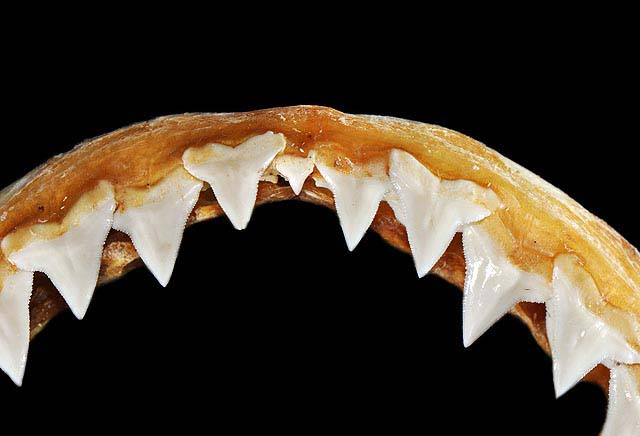
上顎牙齒

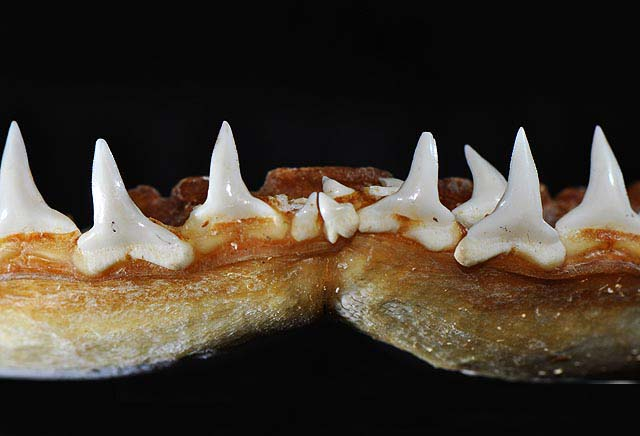
下顎牙齒

## 生態
本魚棲息於大陸棚、沿岸近海深水區、海灣或河口，會作季節性洄游，屬肉食性，以魚類、甲殼類、頭足類為食，胎生，約2至3年繁殖一次，雌魚每次可產下約8尾幼魚。

## 經濟利用
為高經濟價值魚類，魚肉及魚鰭供食用，魚肝可製成魚油，魚皮可製成皮革，由於過度捕撈，族群數量大幅減少。

## 外部連結
- Froese, R. & Pauly, D. (eds.) (2011). Carcharhinus plumbeus. FishBase. Version 2011-12.